# Acartia bermudensis
Acartia bermudensis är en kräftdjursart som beskrevs av Esterly 1911. Acartia bermudensis ingår i släktet Acartia och familjen Acartiidae. Inga underarter finns listade i Catalogue of Life.